# Sony Ericsson K500i
A Sony Ericsson K500i egy hagyományos formájú, középkategóriás mobiltelefon. A T-Mobile számára K508i, a Vodafone számára F500i néven is forgalmazták. 12 Mb-os (Megabyte-os) memóriája van, ál-megapixeles fényképező funkciója (a telefon csak VGA-t tud, de a nagyító funkció képes 1 megapixelt emulálni), egyszerű menürendszere, 3D-s JAVA-játékok futtatására képes, rendelkezik hátsó hangszóróval, mp3-lejátszó képességgel, és infraporttal. Emellett az optika védelmet kapott a hátlapon elhajtható lencsevédő személyében.
A piacon mint a K700i lebutított verziója mutatkozott be. Ennek ellenére néhány funkciójában még jobb is a drágább modellnél: nagyobb és világosabb kijelző, vidámabb menürendszer, jobban olvasható betűk és számok (az eltérő szoftver miatt), és gyorsabban is reagál a lenyomásokra.
A Vodafone-os verzió néhány kellemetlen korlátozással rendelkezik. A legkomolyabb, hogy csengőhangnak nem lehet beállítani mp3-fájlt (ezt egy Master resettel (beállítások visszaállítása a gyárira) ki lehet kerülni), és nem is lehet azokat továbbküldeni infraporton keresztül. A menük a Vodafone és T-Mobile verziókban is átalakítottak (előbbi Live!, utóbbi t-zones stílusban).
A telefonba beépítették a MusicDJ szoftvert is. Képes 3GP formátumú videók felvételére. Magyarországon a Pannon csatlakoztatható játékvezérlővel forgalmazta.